# Tour de Romandie 2000
Le Tour de Romandie 2000 a eu lieu du 2 au 7 mai 2000. La course se déroule sur un format de sept étapes, au départ de Locarno dans le canton du Tessin. Cette édition a été remportée par l'Italien Paolo Savoldelli (Saeco-Valli & Valli). Il devance l'Espagnol Joseba Beloki (Festina) et son coéquipier le Suisse Laurent Dufaux.

## Présentation

### Equipes
| Groupes sportifs I (12)- ONCE-Deutsche Bank - Cofidis-Le Crédit par Téléphone - Fassa Bortolo - Festina - La Française des jeux - Kelme-Costa Blanca - Lampre-Daikin - Mapei-Quick Step - Polti - Rabobank - Saeco-Valli & Valli - Vini Caldirola-Sidermec Groupes sportifs II (4)- Cantina Tollo-Regain - Linda McCartney Cycling Team - Phonak Hearing Systems - Post Swiss Team |
| |

## Etapes
| Étape      | Date  | Villes étapes                | type                        | Distance (km) | Vainqueur d'étape | Leader du classement général |
| ---------- | ----- | ---------------------------- | --------------------------- | ------------- | ----------------- | ---------------------------- |
| Prologue   | 2 mai | Locarno – Locarno            | contre-la-montre individuel | 6,5           | Paolo Savoldelli  | Paolo Savoldelli             |
| 1re étape  | 3 mai | Locarno – Bouveret           | étape de plaine             | 224,3         | Mario Cipollini   | Paolo Savoldelli             |
| 2e étape   | 4 mai | Montreux – La Chaux-de-Fonds | étape vallonnée             | 162,1         | Laurent Dufaux    | Paolo Savoldelli             |
| 3e a étape | 5 mai | Neuchâtel – Orbe             | étape de plaine             | 66,6          | Eddy Mazzoleni    | Paolo Savoldelli             |
| 3e b étape | 5 mai | Orbe – Orbe                  | contre-la-montre individuel | 24,2          | Joseba Beloki     | Joseba Beloki                |
| 4e étape   | 6 mai | Orbe – Leysin                | étape de montagne           | 160           | Andrea Noè        | Paolo Savoldelli             |
| 5e étape   | 7 mai | Aigle – Genève               | étape de plaine             | 177,8         | Mario Cipollini   | Paolo Savoldelli             |

## Déroulement de la course

### Prologue
| \| Classement de l'étape \| Classement de l'étape \| Classement de l'étape \| Classement de l'étape \| Classement de l'étape \| \| Coureur \| Coureur \| Pays \| Équipe \| Temps \| \| --------------------- \| --------------------- \| --------------------- \| ------------------------------- \| --------------------- \| \| 1er \| Paolo Savoldelli \| Italie \| Saeco-Valli & Valli \| 7 min 31 s \| \| 2e \| Miguel Ángel Peña \| Espagne \| ONCE-Deutsche Bank \| + 10 s \| \| 3e \| Íñigo Cuesta \| Espagne \| ONCE-Deutsche Bank \| + 11 s \| \| 4e \| Pavel Padrnos \| Tchéquie \| Saeco-Valli & Valli \| + 12 s \| \| 5e \| Dirk Müller \| Allemagne \| Post Swiss Team \| + 13 s \| \| 6e \| Gabriele Missaglia \| Italie \| Lampre-Daikin \| + 13 s \| \| 7e \| David Millar \| Royaume-Uni \| Cofidis-Le Crédit par Téléphone \| + 13 s \| \| 8e \| Nicolas Jalabert \| France \| ONCE-Deutsche Bank \| + 14 s \| \| 9e \| Romāns Vainšteins \| Lettonie \| Vini Caldirola-Sidermec \| + 15 s \| \| 10e \| Matthias Buxhofer \| Autriche \| Phonak Hearing Systems \| + 15 s \| |                    |             |                                 |            |
| |                    |             |                                 |            |
| |                    |             |                                 |            |
| Classement de l'étape |                    |             |                                 |            |
| Coureur | Coureur            | Pays        | Équipe                          | Temps      |
| 1er | Paolo Savoldelli   | Italie      | Saeco-Valli & Valli             | 7 min 31 s |
| 2e | Miguel Ángel Peña  | Espagne     | ONCE-Deutsche Bank              | + 10 s     |
| 3e | Íñigo Cuesta       | Espagne     | ONCE-Deutsche Bank              | + 11 s     |
| 4e | Pavel Padrnos      | Tchéquie    | Saeco-Valli & Valli             | + 12 s     |
| 5e | Dirk Müller        | Allemagne   | Post Swiss Team                 | + 13 s     |
| 6e | Gabriele Missaglia | Italie      | Lampre-Daikin                   | + 13 s     |
| 7e | David Millar       | Royaume-Uni | Cofidis-Le Crédit par Téléphone | + 13 s     |
| 8e | Nicolas Jalabert   | France      | ONCE-Deutsche Bank              | + 14 s     |
| 9e | Romāns Vainšteins  | Lettonie    | Vini Caldirola-Sidermec         | + 15 s     |
| 10e | Matthias Buxhofer  | Autriche    | Phonak Hearing Systems          | + 15 s     |

| \| Classement général \| Classement général \| Classement général \| Classement général \| Classement général \| \| Coureur \| Coureur \| Pays \| Équipe \| Temps \| \| ------------------ \| ------------------ \| ------------------ \| ------------------ \| ------------------ \| |         |      |        |       |
| |         |      |        |       |
| |         |      |        |       |
| Classement général |         |      |        |       |
| Coureur | Coureur | Pays | Équipe | Temps |

### 1reétape
| \| Classement de l'étape \| Classement de l'étape \| Classement de l'étape \| Classement de l'étape \| Classement de l'étape \| \| Coureur \| Coureur \| Pays \| Équipe \| Temps \| \| --------------------- \| --------------------- \| --------------------- \| --------------------- \| --------------------- \| |         |      |        |       |
| |         |      |        |       |
| |         |      |        |       |
| Classement de l'étape |         |      |        |       |
| Coureur | Coureur | Pays | Équipe | Temps |

| \| Classement général \| Classement général \| Classement général \| Classement général \| Classement général \| \| Coureur \| Coureur \| Pays \| Équipe \| Temps \| \| ------------------ \| ------------------ \| ------------------ \| ------------------ \| ------------------ \| |         |      |        |       |
| |         |      |        |       |
| |         |      |        |       |
| Classement général |         |      |        |       |
| Coureur | Coureur | Pays | Équipe | Temps |

### 2eétape
| \| Classement de l'étape \| Classement de l'étape \| Classement de l'étape \| Classement de l'étape \| Classement de l'étape \| \| Coureur \| Coureur \| Pays \| Équipe \| Temps \| \| --------------------- \| --------------------- \| --------------------- \| --------------------- \| --------------------- \| |         |      |        |       |
| |         |      |        |       |
| |         |      |        |       |
| Classement de l'étape |         |      |        |       |
| Coureur | Coureur | Pays | Équipe | Temps |

| \| Classement général \| Classement général \| Classement général \| Classement général \| Classement général \| \| Coureur \| Coureur \| Pays \| Équipe \| Temps \| \| ------------------ \| ------------------ \| ------------------ \| ------------------ \| ------------------ \| |         |      |        |       |
| |         |      |        |       |
| |         |      |        |       |
| Classement général |         |      |        |       |
| Coureur | Coureur | Pays | Équipe | Temps |

### 3eétapea
| \| Classement de l'étape \| Classement de l'étape \| Classement de l'étape \| Classement de l'étape \| Classement de l'étape \| \| Coureur \| Coureur \| Pays \| Équipe \| Temps \| \| --------------------- \| --------------------- \| --------------------- \| --------------------- \| --------------------- \| |         |      |        |       |
| |         |      |        |       |
| |         |      |        |       |
| Classement de l'étape |         |      |        |       |
| Coureur | Coureur | Pays | Équipe | Temps |

| \| Classement général \| Classement général \| Classement général \| Classement général \| Classement général \| \| Coureur \| Coureur \| Pays \| Équipe \| Temps \| \| ------------------ \| ------------------ \| ------------------ \| ------------------ \| ------------------ \| |         |      |        |       |
| |         |      |        |       |
| |         |      |        |       |
| Classement général |         |      |        |       |
| Coureur | Coureur | Pays | Équipe | Temps |

### 3eétapeb
| \| Classement de l'étape \| Classement de l'étape \| Classement de l'étape \| Classement de l'étape \| Classement de l'étape \| \| Coureur \| Coureur \| Pays \| Équipe \| Temps \| \| --------------------- \| --------------------- \| --------------------- \| --------------------- \| --------------------- \| |         |      |        |       |
| |         |      |        |       |
| |         |      |        |       |
| Classement de l'étape |         |      |        |       |
| Coureur | Coureur | Pays | Équipe | Temps |

| \| Classement général \| Classement général \| Classement général \| Classement général \| Classement général \| \| Coureur \| Coureur \| Pays \| Équipe \| Temps \| \| ------------------ \| ------------------ \| ------------------ \| ------------------ \| ------------------ \| |         |      |        |       |
| |         |      |        |       |
| |         |      |        |       |
| Classement général |         |      |        |       |
| Coureur | Coureur | Pays | Équipe | Temps |

### 4eétape
| \| Classement de l'étape \| Classement de l'étape \| Classement de l'étape \| Classement de l'étape \| Classement de l'étape \| \| Coureur \| Coureur \| Pays \| Équipe \| Temps \| \| --------------------- \| --------------------- \| --------------------- \| --------------------- \| --------------------- \| |         |      |        |       |
| |         |      |        |       |
| |         |      |        |       |
| Classement de l'étape |         |      |        |       |
| Coureur | Coureur | Pays | Équipe | Temps |

| \| Classement général \| Classement général \| Classement général \| Classement général \| Classement général \| \| Coureur \| Coureur \| Pays \| Équipe \| Temps \| \| ------------------ \| ------------------ \| ------------------ \| ------------------ \| ------------------ \| |         |      |        |       |
| |         |      |        |       |
| |         |      |        |       |
| Classement général |         |      |        |       |
| Coureur | Coureur | Pays | Équipe | Temps |

### 5eétape
| \| Classement de l'étape \| Classement de l'étape \| Classement de l'étape \| Classement de l'étape \| Classement de l'étape \| \| Coureur \| Coureur \| Pays \| Équipe \| Temps \| \| --------------------- \| --------------------- \| --------------------- \| --------------------- \| --------------------- \| |         |      |        |       |
| |         |      |        |       |
| |         |      |        |       |
| Classement de l'étape |         |      |        |       |
| Coureur | Coureur | Pays | Équipe | Temps |

## Classements finals
| \| Classement général \| Classement général \| Classement général \| Classement général \| Classement général \| \| Coureur \| Coureur \| Pays \| Équipe \| Temps \| \| ------------------ \| ------------------ \| ------------------ \| ------------------------------- \| ------------------ \| \| 1er \| Paolo Savoldelli \| Italie \| Saeco-Valli & Valli \| 21 h 01 min 41 s \| \| 2e \| Joseba Beloki \| Espagne \| Festina \| + 12 s \| \| 3e \| Laurent Dufaux \| Suisse \| Saeco-Valli & Valli \| + 27 s \| \| 4e \| Andrea Noè \| Italie \| Mapei-Quick Step \| + 37 s \| \| 5e \| Chann McRae \| États-Unis \| Mapei-Quick Step \| + 1 min 02 s \| \| 6e \| Gilberto Simoni \| Italie \| Lampre-Daikin \| + 1 min 25 s \| \| 7e \| José Luis Rubiera \| Espagne \| Kelme-Costa Blanca \| + 1 min 31 s \| \| 8e \| Roland Meier \| Suisse \| Cofidis-Le Crédit par Téléphone \| + 1 min 37 s \| \| 9e \| Raimondas Rumšas \| Lituanie \| Fassa Bortolo \| + 1 min 38 s \| \| 10e \| Wladimir Belli \| Italie \| Fassa Bortolo \| + 1 min 38 s \| |                   |            |                                 |                  |
| |                   |            |                                 |                  |
| |                   |            |                                 |                  |
| Classement général |                   |            |                                 |                  |
| Coureur | Coureur           | Pays       | Équipe                          | Temps            |
| 1er | Paolo Savoldelli  | Italie     | Saeco-Valli & Valli             | 21 h 01 min 41 s |
| 2e | Joseba Beloki     | Espagne    | Festina                         | + 12 s           |
| 3e | Laurent Dufaux    | Suisse     | Saeco-Valli & Valli             | + 27 s           |
| 4e | Andrea Noè        | Italie     | Mapei-Quick Step                | + 37 s           |
| 5e | Chann McRae       | États-Unis | Mapei-Quick Step                | + 1 min 02 s     |
| 6e | Gilberto Simoni   | Italie     | Lampre-Daikin                   | + 1 min 25 s     |
| 7e | José Luis Rubiera | Espagne    | Kelme-Costa Blanca              | + 1 min 31 s     |
| 8e | Roland Meier      | Suisse     | Cofidis-Le Crédit par Téléphone | + 1 min 37 s     |
| 9e | Raimondas Rumšas  | Lituanie   | Fassa Bortolo                   | + 1 min 38 s     |
| 10e | Wladimir Belli    | Italie     | Fassa Bortolo                   | + 1 min 38 s     |

| Classement par points | Classement par points | Classement par points | Classement par points        | Classement par points |
| Coureur               | Coureur               | Pays                  | Équipe                       | Points                |
| --------------------- | --------------------- | --------------------- | ---------------------------- | --------------------- |
| 1er                   | Mario Cipollini       | Italie                | Saeco-Valli & Valli          | 50 pts                |
| 2e                    | Laurent Dufaux        | Suisse                | Saeco-Valli & Valli          | 50 pts                |
| 3e                    | Francesco Casagrande  | Italie                | Vini Caldirola-Sidermec      | 44 pts                |
| 4e                    | Mariano Piccoli       | Italie                | Lampre-Daikin                | 42 pts                |
| 5e                    | Dimitri Konyshev      | Russie                | Fassa Bortolo                | 40 pts                |
| 6e                    | Paolo Savoldelli      | Italie                | Saeco-Valli & Valli          | 36 pts                |
| 7e                    | Tayeb Braikia         | Danemark              | Linda McCartney Cycling Team | 36 pts                |
| 8e                    | Markus Zberg          | Suisse                | Rabobank                     | 36 pts                |
| 9e                    | Romāns Vainšteins     | Lettonie              | Vini Caldirola-Sidermec      | 35 pts                |
| 10e                   | Wladimir Belli        | Italie                | Fassa Bortolo                | 34 pts                |

| Classement par points | Classement par points | Classement par points | Classement par points        | Classement par points |
| Coureur               | Coureur               | Pays                  | Équipe                       | Points                |
| --------------------- | --------------------- | --------------------- | ---------------------------- | --------------------- |
| 1er                   | Mario Cipollini       | Italie                | Saeco-Valli & Valli          | 50 pts                |
| 2e                    | Laurent Dufaux        | Suisse                | Saeco-Valli & Valli          | 50 pts                |
| 3e                    | Francesco Casagrande  | Italie                | Vini Caldirola-Sidermec      | 44 pts                |
| 4e                    | Mariano Piccoli       | Italie                | Lampre-Daikin                | 42 pts                |
| 5e                    | Dimitri Konyshev      | Russie                | Fassa Bortolo                | 40 pts                |
| 6e                    | Paolo Savoldelli      | Italie                | Saeco-Valli & Valli          | 36 pts                |
| 7e                    | Tayeb Braikia         | Danemark              | Linda McCartney Cycling Team | 36 pts                |
| 8e                    | Markus Zberg          | Suisse                | Rabobank                     | 36 pts                |
| 9e                    | Romāns Vainšteins     | Lettonie              | Vini Caldirola-Sidermec      | 35 pts                |
| 10e                   | Wladimir Belli        | Italie                | Fassa Bortolo                | 34 pts                |

| Classement de la montagne | Classement de la montagne | Classement de la montagne | Classement de la montagne | Classement de la montagne |
| Coureur                   | Coureur                   | Pays                      | Équipe                    | Points                    |
| ------------------------- | ------------------------- | ------------------------- | ------------------------- | ------------------------- |
| 1er                       | Félix Cárdenas            | Colombie                  | Kelme-Costa Blanca        | 20 pts                    |
| 2e                        | Dirk Müller               | Allemagne                 | Post Swiss Team           | 16 pts                    |
| 3e                        | Christian Sidler          | Suisse                    | Post Swiss Team           | 16 pts                    |
| 4e                        | Mariano Piccoli           | Italie                    | Lampre-Daikin             | 15 pts                    |
| 5e                        | Andrea Noè                | Italie                    | Mapei-Quick Step          | 12 pts                    |
| 6e                        | Dominique Perras          | Canada                    | Phonak Hearing Systems    | 10 pts                    |
| 7e                        | Francesco Casagrande      | Italie                    | Vini Caldirola-Sidermec   | 6 pts                     |
| 8e                        | Ricardo Otxoa             | Espagne                   | Kelme-Costa Blanca        | 6 pts                     |
| 9e                        | José Enrique Gutiérrez    | Espagne                   | Kelme-Costa Blanca        | 5 pts                     |
| 10e                       | José Javier Gómez         | Espagne                   | Kelme-Costa Blanca        | 5 pts                     |

| Classement de la montagne | Classement de la montagne | Classement de la montagne | Classement de la montagne | Classement de la montagne |
| Coureur                   | Coureur                   | Pays                      | Équipe                    | Points                    |
| ------------------------- | ------------------------- | ------------------------- | ------------------------- | ------------------------- |
| 1er                       | Félix Cárdenas            | Colombie                  | Kelme-Costa Blanca        | 20 pts                    |
| 2e                        | Dirk Müller               | Allemagne                 | Post Swiss Team           | 16 pts                    |
| 3e                        | Christian Sidler          | Suisse                    | Post Swiss Team           | 16 pts                    |
| 4e                        | Mariano Piccoli           | Italie                    | Lampre-Daikin             | 15 pts                    |
| 5e                        | Andrea Noè                | Italie                    | Mapei-Quick Step          | 12 pts                    |
| 6e                        | Dominique Perras          | Canada                    | Phonak Hearing Systems    | 10 pts                    |
| 7e                        | Francesco Casagrande      | Italie                    | Vini Caldirola-Sidermec   | 6 pts                     |
| 8e                        | Ricardo Otxoa             | Espagne                   | Kelme-Costa Blanca        | 6 pts                     |
| 9e                        | José Enrique Gutiérrez    | Espagne                   | Kelme-Costa Blanca        | 5 pts                     |
| 10e                       | José Javier Gómez         | Espagne                   | Kelme-Costa Blanca        | 5 pts                     |

| Classement des sprints | Classement des sprints | Classement des sprints | Classement des sprints | Classement des sprints |
| Coureur                | Coureur                | Pays                   | Équipe                 | Points                 |
| ---------------------- | ---------------------- | ---------------------- | ---------------------- | ---------------------- |
| 1er                    | Dimitri Konyshev       | Russie                 | Fassa Bortolo          | 30 pts                 |
| 2e                     | Christian Sidler       | Suisse                 | Post Swiss Team        | 20 pts                 |
| 3e                     | Lukas Zumsteg          | Suisse                 | Phonak Hearing Systems | 16 pts                 |
| 4e                     | Mariano Piccoli        | Italie                 | Lampre-Daikin          | 16 pts                 |
| 5e                     | Dirk Müller            | Allemagne              | Post Swiss Team        | 15 pts                 |
| 6e                     | Dominique Perras       | Canada                 | Phonak Hearing Systems | 10 pts                 |
| 7e                     | Jean-Michel Tessier    | France                 | La Française des jeux  | 9 pts                  |
| 8e                     | Félix Cárdenas         | Colombie               | Kelme-Costa Blanca     | 6 pts                  |
| 9e                     | José Enrique Gutiérrez | Espagne                | Kelme-Costa Blanca     | 6 pts                  |
| 10e                    | Marco Vergnani         | Italie                 | Cantina Tollo-Regain   | 6 pts                  |

| Classement des sprints | Classement des sprints | Classement des sprints | Classement des sprints | Classement des sprints |
| Coureur                | Coureur                | Pays                   | Équipe                 | Points                 |
| ---------------------- | ---------------------- | ---------------------- | ---------------------- | ---------------------- |
| 1er                    | Dimitri Konyshev       | Russie                 | Fassa Bortolo          | 30 pts                 |
| 2e                     | Christian Sidler       | Suisse                 | Post Swiss Team        | 20 pts                 |
| 3e                     | Lukas Zumsteg          | Suisse                 | Phonak Hearing Systems | 16 pts                 |
| 4e                     | Mariano Piccoli        | Italie                 | Lampre-Daikin          | 16 pts                 |
| 5e                     | Dirk Müller            | Allemagne              | Post Swiss Team        | 15 pts                 |
| 6e                     | Dominique Perras       | Canada                 | Phonak Hearing Systems | 10 pts                 |
| 7e                     | Jean-Michel Tessier    | France                 | La Française des jeux  | 9 pts                  |
| 8e                     | Félix Cárdenas         | Colombie               | Kelme-Costa Blanca     | 6 pts                  |
| 9e                     | José Enrique Gutiérrez | Espagne                | Kelme-Costa Blanca     | 6 pts                  |
| 10e                    | Marco Vergnani         | Italie                 | Cantina Tollo-Regain   | 6 pts                  |

| Classement par équipes | Classement par équipes | Classement par équipes | Classement par équipes |
| Équipe                 | Équipe                 | Pays                   | Temps                  |
| ---------------------- | ---------------------- | ---------------------- | ---------------------- |
| 1re                    | Mapei-Quick Step       | Belgique               | 64 h 11 min 11 s       |
| 2e                     | Fassa Bortolo          | Italie                 | + 3 min 26 s           |
| 3e                     | Lampre-Daikin          | Italie                 | + 4 min 47 s           |
| 4e                     | Kelme-Costa Blanca     | Espagne                | + 5 min 32 s           |
| 5e                     | Saeco-Valli & Valli    | Italie                 | + 10 min 46 s          |
| 6e                     | Festina                | France                 | + 12 min 05 s          |
| 7e                     | Cantina Tollo-Regain   | Italie                 | + 13 min 25 s          |
| 8e                     | Polti                  | Italie                 | + 14 min 03 s          |
| 9e                     | ONCE-Deutsche Bank     | Espagne                | + 17 min 22 s          |
| 10e                    | La Française des jeux  | France                 | + 18 min 22 s          |

| Classement par équipes | Classement par équipes | Classement par équipes | Classement par équipes |
| Équipe                 | Équipe                 | Pays                   | Temps                  |
| ---------------------- | ---------------------- | ---------------------- | ---------------------- |
| 1re                    | Mapei-Quick Step       | Belgique               | 64 h 11 min 11 s       |
| 2e                     | Fassa Bortolo          | Italie                 | + 3 min 26 s           |
| 3e                     | Lampre-Daikin          | Italie                 | + 4 min 47 s           |
| 4e                     | Kelme-Costa Blanca     | Espagne                | + 5 min 32 s           |
| 5e                     | Saeco-Valli & Valli    | Italie                 | + 10 min 46 s          |
| 6e                     | Festina                | France                 | + 12 min 05 s          |
| 7e                     | Cantina Tollo-Regain   | Italie                 | + 13 min 25 s          |
| 8e                     | Polti                  | Italie                 | + 14 min 03 s          |
| 9e                     | ONCE-Deutsche Bank     | Espagne                | + 17 min 22 s          |
| 10e                    | La Française des jeux  | France                 | + 18 min 22 s          |

## Liste des participants
| ONCE-Deutsche Bank ONC | ONCE-Deutsche Bank ONC   | ONCE-Deutsche Bank ONC |
| ---------------------- | ------------------------ | ---------------------- |
| Num                    | Coureur                  | Pos                    |
| 1                      | Laurent Jalabert (FRA)   | AB-4                   |
| 2                      | Íñigo Cuesta (ESP)       | 14e                    |
| 3                      | Rafael Díaz Justo (ESP)  | 86e                    |
| 4                      | Nicolas Jalabert (FRA)   | 98e                    |
| 5                      | Peter Luttenberger (AUT) | 74e                    |
| 6                      | Isidro Nozal (ESP)       | 56e                    |
| 7                      | Miguel Ángel Peña (ESP)  | 99e                    |
| 8                      | Carlos Sastre (ESP)      | 25e                    |

| Cantina Tollo-Regain CTA | Cantina Tollo-Regain CTA   | Cantina Tollo-Regain CTA |
| ------------------------ | -------------------------- | ------------------------ |
| Num                      | Coureur                    | Pos                      |
| 11                       | Gabriele Colombo (ITA)     | 33e                      |
| 12                       | Cristian Gasperoni (ITA)   | 41e                      |
| 13                       | Massimiliano Gentili (ITA) | 70e                      |
| 14                       | Rodolfo Massi (ITA)        | 42e                      |
| 15                       | Massimo Giunti (ITA)       | 59e                      |
| 16                       | Giusvan Piovaccari (ITA)   | 81e                      |
| 17                       | Roberto Sgambelluri (ITA)  | 13e                      |
| 18                       | Marco Vergnani (ITA)       | 35e                      |

| Cofidis-Le Crédit par Téléphone COF | Cofidis-Le Crédit par Téléphone COF | Cofidis-Le Crédit par Téléphone COF |
| ----------------------------------- | ----------------------------------- | ----------------------------------- |
| Num                                 | Coureur                             | Pos                                 |
| 21                                  | Steve De Wolf (BEL)                 |                                     |
| 22                                  | Claude Lamour (FRA)                 | 94e                                 |
| 23                                  | Massimiliano Lelli (ITA)            |                                     |
| 24                                  | Thierry Loder (FRA)                 | 52e                                 |
| 25                                  | Yoann Le Boulanger (FRA)            |                                     |
| 26                                  | Roland Meier (SUI)                  | 8e                                  |
| 27                                  | David Millar (GBR)                  | 96e                                 |
| 28                                  | David Moncoutié (FRA)               | NP-4                                |

| Fassa Bortolo FAS | Fassa Bortolo FAS         | Fassa Bortolo FAS |
| ----------------- | ------------------------- | ----------------- |
| Num               | Coureur                   | Pos               |
| 31                | Wladimir Belli (ITA)      | 10e               |
| 32                | Volodymyr Gustov (UKR)    | 24e               |
| 33                | Dimitri Konyshev (RUS)    | 69e               |
| 34                | Andrea Peron (ITA)        | 63e               |
| 35                | Alessandro Petacchi (ITA) | 76e               |
| 36                | Raimondas Rumšas (LTU)    | 9e                |
| 37                | Matteo Tosatto (ITA)      | 85e               |
| 38                | Tadej Valjavec (SLO)      | 22e               |

| Festina FES | Festina FES              | Festina FES |
| ----------- | ------------------------ | ----------- |
| Num         | Coureur                  | Pos         |
| 41          | Joseba Beloki (ESP)      | 2e          |
| 42          | Ángel Casero (ESP)       | 73e         |
| 43          | Sascha Henrix (GER)      |             |
| 44          | Félix García Casas (ESP) | 31e         |
| 45          | Fabian Jeker (SUI)       | 38e         |
| 46          | Michel Klinger (SUI)     | 105e        |
| 47          | David Plaza (ESP)        | 54e         |
| 48          | Iban Sastre (ESP)        | 77e         |

| La Française des jeux FDJ | La Française des jeux FDJ  | La Française des jeux FDJ |
| ------------------------- | -------------------------- | ------------------------- |
| Num                       | Coureur                    | Pos                       |
| 51                        | Nicolas Fritsch (FRA)      | 62e                       |
| 52                        | Fabrizio Guidi (ITA)       | 89e                       |
| 53                        | Grzegorz Gwiazdowski (POL) | 75e                       |
| 54                        | Yvon Ledanois (FRA)        | 20e                       |
| 55                        | Sven Montgomery (SUI)      | 15e                       |
| 56                        | Daniel Schnider (SUI)      | 57e                       |
| 57                        | Jean-Michel Tessier (FRA)  | 71e                       |
| 58                        | Nicolas Vogondy (FRA)      | 84e                       |

| Kelme-Costa Blanca KEL | Kelme-Costa Blanca KEL         | Kelme-Costa Blanca KEL |
| ---------------------- | ------------------------------ | ---------------------- |
| Num                    | Coureur                        | Pos                    |
| 61                     | José Luis Rubiera (ESP)        | 7e                     |
| 62                     | Óscar Sevilla (ESP)            |                        |
| 63                     | Félix Cárdenas (COL)           | 19e                    |
| 64                     | Juan Miguel Cuenca (ESP)       | 72e                    |
| 65                     | José Javier Gómez (ESP)        | 45e                    |
| 66                     | Ricardo Otxoa (ESP)            | 50e                    |
| 67                     | José Enrique Gutiérrez (ESP)   | 23e                    |
| 68                     | Juan José de los Ángeles (ESP) | 27e                    |

| Lampre-Daikin LAM | Lampre-Daikin LAM        | Lampre-Daikin LAM |
| ----------------- | ------------------------ | ----------------- |
| Num               | Coureur                  | Pos               |
| 71                | Rubens Bertogliati (SUI) |                   |
| 72                | Simone Bertoletti (ITA)  | 29e               |
| 73                | Sergio Barbero (ITA)     | 30e               |
| 74                | Massimo Codol (ITA)      | 39e               |
| 75                | Marco Della Vedova (ITA) | 43e               |
| 76                | Gabriele Missaglia (ITA) | 17e               |
| 77                | Mariano Piccoli (ITA)    | 40e               |
| 78                | Gilberto Simoni (ITA)    | 6e                |

| Linda McCartney Cycling Team LMR | Linda McCartney Cycling Team LMR | Linda McCartney Cycling Team LMR |
| -------------------------------- | -------------------------------- | -------------------------------- |
| Num                              | Coureur                          | Pos                              |
| 81                               | Pascal Richard (SUI)             | 26e                              |
| 82                               | Maximilian Sciandri (GBR)        | 79e                              |
| 83                               | Emanuele Lupi (ITA)              |                                  |
| 84                               | Bjørnar Vestøl (NOR)             | 100e                             |
| 85                               | David McKenzie (AUS)             |                                  |
| 86                               | Matthew Stephens (GBR)           | 68e                              |
| 87                               | Tayeb Braikia (DEN)              | 90e                              |
| 88                               | Benjamin Brooks (AUS)            | 102e                             |

| Mapei-Quick Step MAP | Mapei-Quick Step MAP         | Mapei-Quick Step MAP |
| -------------------- | ---------------------------- | -------------------- |
| Num                  | Coureur                      | Pos                  |
| 91                   | Giuliano Figueras (ITA)      |                      |
| 92                   | Davide Bramati (ITA)         |                      |
| 93                   | Manuel Fernández Ginés (ESP) |                      |
| 94                   | Axel Merckx (BEL)            | 18e                  |
| 95                   | Chann McRae (USA)            | 5e                   |
| 96                   | Paolo Lanfranchi (ITA)       | 34e                  |
| 97                   | Andrea Noè (ITA)             | 4e                   |
| 98                   | Pavel Tonkov (RUS)           | 12e                  |

| Phonak Hearing Systems PHO | Phonak Hearing Systems PHO | Phonak Hearing Systems PHO |
| -------------------------- | -------------------------- | -------------------------- |
| Num                        | Coureur                    | Pos                        |
| 101                        | Pierre Bourquenoud (SUI)   | 49e                        |
| 102                        | Matthias Buxhofer (AUT)    | 28e                        |
| 103                        | Christian Charrière (SUI)  | AB-4                       |
| 104                        | Jérôme Delbove (FRA)       | 78e                        |
| 105                        | Cédric Fragnière (SUI)     | AB-4                       |
| 106                        | Dominique Perras (CAN)     | 112e                       |
| 107                        | Aliaksandr Usau (BLR)      | 111e                       |
| 108                        | Lukas Zumsteg (SUI)        | 44e                        |

| Polti PLT | Polti PLT               | Polti PLT |
| --------- | ----------------------- | --------- |
| Num       | Coureur                 | Pos       |
| 111       | Ivan Gotti (ITA)        | 19e       |
| 112       | Jeroen Blijlevens (NED) | 108e      |
| 113       | Enrico Cassani (ITA)    | 61e       |
| 114       | Daniel Clavero (ESP)    | 36e       |
| 115       | Silvio Martinello (ITA) | 103e      |
| 116       | Eddy Mazzoleni (ITA)    | 64e       |
| 117       | Oscar Pelliccioli (ITA) | 47e       |
| 118       | José Manuel Uría (ESP)  | 109e      |

| Post Swiss Team POS | Post Swiss Team POS       | Post Swiss Team POS |
| ------------------- | ------------------------- | ------------------- |
| Num                 | Coureur                   | Pos                 |
| 121                 | Reto Bergmann (SUI)       | 66e                 |
| 122                 | Bruno Boscardin (SUI)     | 51e                 |
| 123                 | Stephan Gottschling (GER) | 48e                 |
| 124                 | Christian Heule (SUI)     | 88e                 |
| 125                 | Dirk Müller (GER)         | 83e                 |
| 126                 | Christian Poos (LUX)      | 60e                 |
| 127                 | Christian Sidler (SUI)    | 91e                 |
| 128                 | Marcel Strauss (SUI)      | 37e                 |

| Rabobank RAB | Rabobank RAB         | Rabobank RAB |
| ------------ | -------------------- | ------------ |
| Num          | Coureur              | Pos          |
| 131          | Niki Aebersold (SUI) | 46e          |
| 132          | Jan Boven (NED)      | 67e          |
| 133          | Bram de Groot (NED)  | 101e         |
| 134          | Addy Engels (NED)    | 80e          |
| 135          | Karsten Kroon (NED)  | 87e          |
| 136          | Marc Lotz (NED)      | 82e          |
| 137          | Markus Zberg (SUI)   | 21e          |
| 138          | Erik Dekker (NED)    | 93e          |

| Saeco-Valli & Valli SAE | Saeco-Valli & Valli SAE   | Saeco-Valli & Valli SAE |
| ----------------------- | ------------------------- | ----------------------- |
| Num                     | Coureur                   | Pos                     |
| 141                     | Mario Cipollini (ITA)     | 106e                    |
| 142                     | Biagio Conte (ITA)        | 110e                    |
| 143                     | Laurent Dufaux (SUI)      | 3e                      |
| 144                     | Armin Meier (SUI)         | 58e                     |
| 145                     | Pavel Padrnos (CZE)       | 55e                     |
| 146                     | Paolo Savoldelli (ITA)    | 1er                     |
| 147                     | Mario Scirea (ITA)        | 95e                     |
| 148                     | Francesco Secchiari (ITA) | 92e                     |

| Vini Caldirola-Sidermec ___ | Vini Caldirola-Sidermec ___ | Vini Caldirola-Sidermec ___ |
| --------------------------- | --------------------------- | --------------------------- |
| Num                         | Coureur                     | Pos                         |
| 151                         | Francesco Casagrande (ITA)  | 11e                         |
| 152                         | Romāns Vainšteins (LAT)     | 53e                         |
| 153                         | Massimo Donati (ITA)        | 32e                         |
| 154                         | Massimo Apollonio (ITA)     |                             |
| 155                         | Mauro Zanetti (ITA)         | 65e                         |
| 156                         | Matthew White (AUS)         | 104e                        |
| 157                         | Patrick Calcagni (SUI)      | 97e                         |
| 158                         | Stefan Rütimann (SUI)       | 107e                        |

| ONCE-Deutsche Bank ONC | ONCE-Deutsche Bank ONC   | ONCE-Deutsche Bank ONC |
| ---------------------- | ------------------------ | ---------------------- |
| Num                    | Coureur                  | Pos                    |
| 1                      | Laurent Jalabert (FRA)   | AB-4                   |
| 2                      | Íñigo Cuesta (ESP)       | 14e                    |
| 3                      | Rafael Díaz Justo (ESP)  | 86e                    |
| 4                      | Nicolas Jalabert (FRA)   | 98e                    |
| 5                      | Peter Luttenberger (AUT) | 74e                    |
| 6                      | Isidro Nozal (ESP)       | 56e                    |
| 7                      | Miguel Ángel Peña (ESP)  | 99e                    |
| 8                      | Carlos Sastre (ESP)      | 25e                    |

| Cantina Tollo-Regain CTA | Cantina Tollo-Regain CTA   | Cantina Tollo-Regain CTA |
| ------------------------ | -------------------------- | ------------------------ |
| Num                      | Coureur                    | Pos                      |
| 11                       | Gabriele Colombo (ITA)     | 33e                      |
| 12                       | Cristian Gasperoni (ITA)   | 41e                      |
| 13                       | Massimiliano Gentili (ITA) | 70e                      |
| 14                       | Rodolfo Massi (ITA)        | 42e                      |
| 15                       | Massimo Giunti (ITA)       | 59e                      |
| 16                       | Giusvan Piovaccari (ITA)   | 81e                      |
| 17                       | Roberto Sgambelluri (ITA)  | 13e                      |
| 18                       | Marco Vergnani (ITA)       | 35e                      |

| Cofidis-Le Crédit par Téléphone COF | Cofidis-Le Crédit par Téléphone COF | Cofidis-Le Crédit par Téléphone COF |
| ----------------------------------- | ----------------------------------- | ----------------------------------- |
| Num                                 | Coureur                             | Pos                                 |
| 21                                  | Steve De Wolf (BEL)                 |                                     |
| 22                                  | Claude Lamour (FRA)                 | 94e                                 |
| 23                                  | Massimiliano Lelli (ITA)            |                                     |
| 24                                  | Thierry Loder (FRA)                 | 52e                                 |
| 25                                  | Yoann Le Boulanger (FRA)            |                                     |
| 26                                  | Roland Meier (SUI)                  | 8e                                  |
| 27                                  | David Millar (GBR)                  | 96e                                 |
| 28                                  | David Moncoutié (FRA)               | NP-4                                |

| Fassa Bortolo FAS | Fassa Bortolo FAS         | Fassa Bortolo FAS |
| ----------------- | ------------------------- | ----------------- |
| Num               | Coureur                   | Pos               |
| 31                | Wladimir Belli (ITA)      | 10e               |
| 32                | Volodymyr Gustov (UKR)    | 24e               |
| 33                | Dimitri Konyshev (RUS)    | 69e               |
| 34                | Andrea Peron (ITA)        | 63e               |
| 35                | Alessandro Petacchi (ITA) | 76e               |
| 36                | Raimondas Rumšas (LTU)    | 9e                |
| 37                | Matteo Tosatto (ITA)      | 85e               |
| 38                | Tadej Valjavec (SLO)      | 22e               |

| Festina FES | Festina FES              | Festina FES |
| ----------- | ------------------------ | ----------- |
| Num         | Coureur                  | Pos         |
| 41          | Joseba Beloki (ESP)      | 2e          |
| 42          | Ángel Casero (ESP)       | 73e         |
| 43          | Sascha Henrix (GER)      |             |
| 44          | Félix García Casas (ESP) | 31e         |
| 45          | Fabian Jeker (SUI)       | 38e         |
| 46          | Michel Klinger (SUI)     | 105e        |
| 47          | David Plaza (ESP)        | 54e         |
| 48          | Iban Sastre (ESP)        | 77e         |

| La Française des jeux FDJ | La Française des jeux FDJ  | La Française des jeux FDJ |
| ------------------------- | -------------------------- | ------------------------- |
| Num                       | Coureur                    | Pos                       |
| 51                        | Nicolas Fritsch (FRA)      | 62e                       |
| 52                        | Fabrizio Guidi (ITA)       | 89e                       |
| 53                        | Grzegorz Gwiazdowski (POL) | 75e                       |
| 54                        | Yvon Ledanois (FRA)        | 20e                       |
| 55                        | Sven Montgomery (SUI)      | 15e                       |
| 56                        | Daniel Schnider (SUI)      | 57e                       |
| 57                        | Jean-Michel Tessier (FRA)  | 71e                       |
| 58                        | Nicolas Vogondy (FRA)      | 84e                       |

| Kelme-Costa Blanca KEL | Kelme-Costa Blanca KEL         | Kelme-Costa Blanca KEL |
| ---------------------- | ------------------------------ | ---------------------- |
| Num                    | Coureur                        | Pos                    |
| 61                     | José Luis Rubiera (ESP)        | 7e                     |
| 62                     | Óscar Sevilla (ESP)            |                        |
| 63                     | Félix Cárdenas (COL)           | 19e                    |
| 64                     | Juan Miguel Cuenca (ESP)       | 72e                    |
| 65                     | José Javier Gómez (ESP)        | 45e                    |
| 66                     | Ricardo Otxoa (ESP)            | 50e                    |
| 67                     | José Enrique Gutiérrez (ESP)   | 23e                    |
| 68                     | Juan José de los Ángeles (ESP) | 27e                    |

| Lampre-Daikin LAM | Lampre-Daikin LAM        | Lampre-Daikin LAM |
| ----------------- | ------------------------ | ----------------- |
| Num               | Coureur                  | Pos               |
| 71                | Rubens Bertogliati (SUI) |                   |
| 72                | Simone Bertoletti (ITA)  | 29e               |
| 73                | Sergio Barbero (ITA)     | 30e               |
| 74                | Massimo Codol (ITA)      | 39e               |
| 75                | Marco Della Vedova (ITA) | 43e               |
| 76                | Gabriele Missaglia (ITA) | 17e               |
| 77                | Mariano Piccoli (ITA)    | 40e               |
| 78                | Gilberto Simoni (ITA)    | 6e                |

| Linda McCartney Cycling Team LMR | Linda McCartney Cycling Team LMR | Linda McCartney Cycling Team LMR |
| -------------------------------- | -------------------------------- | -------------------------------- |
| Num                              | Coureur                          | Pos                              |
| 81                               | Pascal Richard (SUI)             | 26e                              |
| 82                               | Maximilian Sciandri (GBR)        | 79e                              |
| 83                               | Emanuele Lupi (ITA)              |                                  |
| 84                               | Bjørnar Vestøl (NOR)             | 100e                             |
| 85                               | David McKenzie (AUS)             |                                  |
| 86                               | Matthew Stephens (GBR)           | 68e                              |
| 87                               | Tayeb Braikia (DEN)              | 90e                              |
| 88                               | Benjamin Brooks (AUS)            | 102e                             |

| Mapei-Quick Step MAP | Mapei-Quick Step MAP         | Mapei-Quick Step MAP |
| -------------------- | ---------------------------- | -------------------- |
| Num                  | Coureur                      | Pos                  |
| 91                   | Giuliano Figueras (ITA)      |                      |
| 92                   | Davide Bramati (ITA)         |                      |
| 93                   | Manuel Fernández Ginés (ESP) |                      |
| 94                   | Axel Merckx (BEL)            | 18e                  |
| 95                   | Chann McRae (USA)            | 5e                   |
| 96                   | Paolo Lanfranchi (ITA)       | 34e                  |
| 97                   | Andrea Noè (ITA)             | 4e                   |
| 98                   | Pavel Tonkov (RUS)           | 12e                  |

| Phonak Hearing Systems PHO | Phonak Hearing Systems PHO | Phonak Hearing Systems PHO |
| -------------------------- | -------------------------- | -------------------------- |
| Num                        | Coureur                    | Pos                        |
| 101                        | Pierre Bourquenoud (SUI)   | 49e                        |
| 102                        | Matthias Buxhofer (AUT)    | 28e                        |
| 103                        | Christian Charrière (SUI)  | AB-4                       |
| 104                        | Jérôme Delbove (FRA)       | 78e                        |
| 105                        | Cédric Fragnière (SUI)     | AB-4                       |
| 106                        | Dominique Perras (CAN)     | 112e                       |
| 107                        | Aliaksandr Usau (BLR)      | 111e                       |
| 108                        | Lukas Zumsteg (SUI)        | 44e                        |

| Polti PLT | Polti PLT               | Polti PLT |
| --------- | ----------------------- | --------- |
| Num       | Coureur                 | Pos       |
| 111       | Ivan Gotti (ITA)        | 19e       |
| 112       | Jeroen Blijlevens (NED) | 108e      |
| 113       | Enrico Cassani (ITA)    | 61e       |
| 114       | Daniel Clavero (ESP)    | 36e       |
| 115       | Silvio Martinello (ITA) | 103e      |
| 116       | Eddy Mazzoleni (ITA)    | 64e       |
| 117       | Oscar Pelliccioli (ITA) | 47e       |
| 118       | José Manuel Uría (ESP)  | 109e      |

| Post Swiss Team POS | Post Swiss Team POS       | Post Swiss Team POS |
| ------------------- | ------------------------- | ------------------- |
| Num                 | Coureur                   | Pos                 |
| 121                 | Reto Bergmann (SUI)       | 66e                 |
| 122                 | Bruno Boscardin (SUI)     | 51e                 |
| 123                 | Stephan Gottschling (GER) | 48e                 |
| 124                 | Christian Heule (SUI)     | 88e                 |
| 125                 | Dirk Müller (GER)         | 83e                 |
| 126                 | Christian Poos (LUX)      | 60e                 |
| 127                 | Christian Sidler (SUI)    | 91e                 |
| 128                 | Marcel Strauss (SUI)      | 37e                 |

| Rabobank RAB | Rabobank RAB         | Rabobank RAB |
| ------------ | -------------------- | ------------ |
| Num          | Coureur              | Pos          |
| 131          | Niki Aebersold (SUI) | 46e          |
| 132          | Jan Boven (NED)      | 67e          |
| 133          | Bram de Groot (NED)  | 101e         |
| 134          | Addy Engels (NED)    | 80e          |
| 135          | Karsten Kroon (NED)  | 87e          |
| 136          | Marc Lotz (NED)      | 82e          |
| 137          | Markus Zberg (SUI)   | 21e          |
| 138          | Erik Dekker (NED)    | 93e          |

| Saeco-Valli & Valli SAE | Saeco-Valli & Valli SAE   | Saeco-Valli & Valli SAE |
| ----------------------- | ------------------------- | ----------------------- |
| Num                     | Coureur                   | Pos                     |
| 141                     | Mario Cipollini (ITA)     | 106e                    |
| 142                     | Biagio Conte (ITA)        | 110e                    |
| 143                     | Laurent Dufaux (SUI)      | 3e                      |
| 144                     | Armin Meier (SUI)         | 58e                     |
| 145                     | Pavel Padrnos (CZE)       | 55e                     |
| 146                     | Paolo Savoldelli (ITA)    | 1er                     |
| 147                     | Mario Scirea (ITA)        | 95e                     |
| 148                     | Francesco Secchiari (ITA) | 92e                     |

| Vini Caldirola-Sidermec ___ | Vini Caldirola-Sidermec ___ | Vini Caldirola-Sidermec ___ |
| --------------------------- | --------------------------- | --------------------------- |
| Num                         | Coureur                     | Pos                         |
| 151                         | Francesco Casagrande (ITA)  | 11e                         |
| 152                         | Romāns Vainšteins (LAT)     | 53e                         |
| 153                         | Massimo Donati (ITA)        | 32e                         |
| 154                         | Massimo Apollonio (ITA)     |                             |
| 155                         | Mauro Zanetti (ITA)         | 65e                         |
| 156                         | Matthew White (AUS)         | 104e                        |
| 157                         | Patrick Calcagni (SUI)      | 97e                         |
| 158                         | Stefan Rütimann (SUI)       | 107e                        |